# Список фортификационных терминов

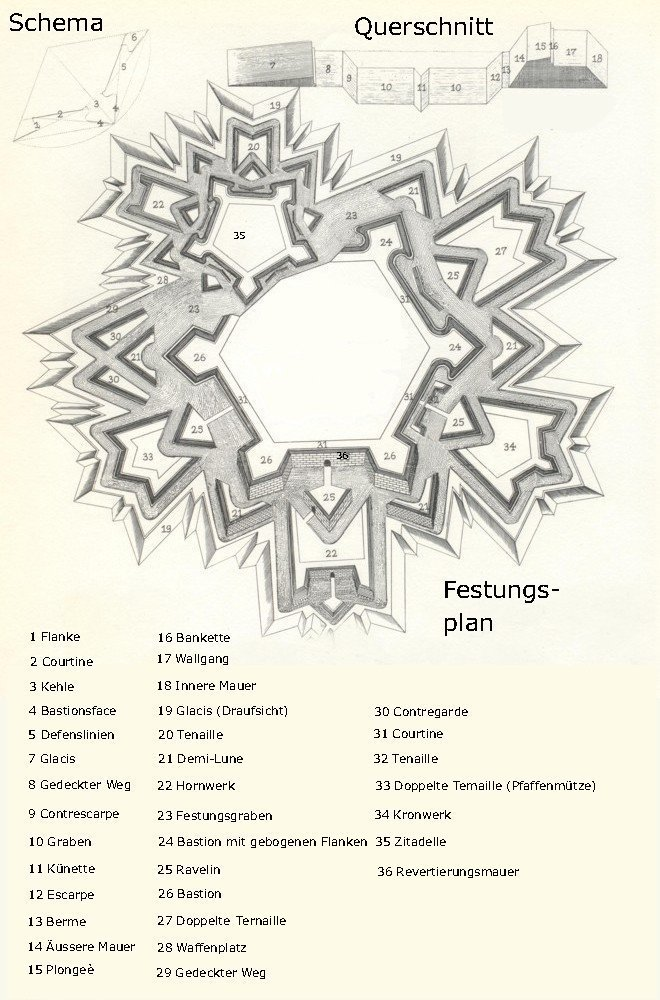
План идеальной крепости с различными фортификационными сооружениями. 1-фланк, 2-куртина

Список фортификационных терминов — алфавитный список фортификационных терминов.
| А Б В Г Д Е Ё Ж З И К Л М Н О П Р С Т У Ф Х Ц Ч Ш Щ Э Ю Я |

## А
- Амбразура[1][2][3][4] (фр. embrasure — бойница) — отверстие в бруствере или стене укрепления для ведения стрельбы с укреплённой позиции.
- Аппарель[5][6][7][8][9] (фр. apparelle — въезд) — пологая земляная отсыпь, применяемая вместо лестницы для втаскивания орудий на высокие насыпи.
- Апроша[10][11] (фр. approche — сближение) или подступы[12] (нем. Laufgraben) — глубокие зигзагообразные траншеи, и ходы сообщения между линиями обороны.
- Арочное укрытие[13][14][15][16] (арочное обсыпное сооружение) — железобетонное сооружение (укрытие) для стоянки, технического обслуживания, снаряжения, заправки и запуска двигателей самолётов

## Б
- Банкет или стрелковая ступень — дополнительная насыпь или ступень с внутренней стороны слишком высокого для человека бруствера для размещения на ней стрелков.
- Бастион (итал. bastionato — всякая выступающая постройка) — пятистороннее долговременное укрепление, возводившееся на углах крепостной ограды.
- Барбакан (также «отводна́я стре́льница») — фортификационное сооружение, предназначенное для дополнительной защиты входа в крепость, чаще всего представляющее собой дополнительную башню вне периметра основных стен крепости или замка.
- Бартизана (от фр. — упрямство, отряд) в средневековой фортификации — сторожевая башня, располагавшейся между двумя башнями на бруствере или парапете куртины — оборонительной стены. В бастионных крепостях бартизана — сторожевая башенка на углу бастиона и других укреплений (другое название — кавальер).
- Батардо — плотина с водяными воротами в крепостном рве, возводимая во рвах приречных крепостей для преграждения доступа в ров воды или впуска.
- Башня
- Бергфрид — элемент немецкой средневековой замковой архитектуры в виде хорошо укреплённой четырёхугольной, круглой или иногда многоугольной башенной постройки, подобной французскому донжону.
- Берма — горизонтальное пространство (уступ) между верхним краем канавы и нижним краем откоса выемки или не покрытая насыпью часть кордона стены.
- Боевой ход — галерея (ход или проход) с бойницами вдоль крепостной стены.
- Бой — 1) бойница. 2) этаж, ярус башни.
- Бойница — узкое отверстие в бруствере или в оборонительных стенках, или выемка в окопе. Служит для ведения огня из укрытия по заданному направлению.
- Больверк — укреплённый замкнутый земляной вал, тоже что и бульвар
- Бруствер (нем. Brustwehr, от Brust — грудь и Wehr — защита) — насыпь в фортификационном сооружении, предназначенная для удобной стрельбы, защиты от пуль и снарядов, а также для укрытия от наблюдения противника.
- Бульвар — укреплённый земляной вал
- Бык — 1) контрфорс. 2) укрепляющая пристройка к башне с крышей и иногда с бойницами. 3) дерево-земляное укрепление — земляной выступ, облицованный деревом, направленный в сторону противника. В том числе и бастионного типа. Часто служил основанием для стен и башен или был самостоятельным укреплением. 4) чаще назывался отводной бык — с сер. XVII в. это более приземистое, чем башня-роскат и с меньшим числом пушечных бойниц отдельно стоящее укрепление.

## В

A — амбразура, C — банкет, D — валганг

- Вал — земляная (грунтовая) насыпь, используемая как укрепление, обычно со рвом впереди.
- Валганг — верхняя часть крепостного вала, спереди защищённая бруствером и служащая для укрытого сообщения.
- Варница (от вар «варёная смола; крутой кипяток») — навесная бойница; то же, что машикули.
- Верк (нем. Werk) — германизм для обозначения любого защитного сооружения, элемента крепости.
- Верки — отдельные части крепостной ограды: главная ограда называется главными верками; внутренние, внешние, наружные и вспомогательные постройки — вспомогательными верками[17].
- Высокий вход — вход в средневековый замок или башню, размещённый достаточно высоко над уровнем земли.

## Г
- Габион (итал. gabbione — «большая клетка»), или габионные сетчатые изделия — объёмные изделия различной формы из проволочной сетки, пространственная структура которых заполняется различными материалами (песок, грунт, щебень, камни). Габионные блоки используются для быстрого возведения защищённого периметра объектов.
- Галерея (фортификационное сооружение) — подземное фортификационное сооружение большой длины и малого сечения, защищённое от разрушений снарядами.
- Герса — опускная решетка в проеме крепостных ворот. Поднималась на канате по вертикальным пазам и уравновешивалась системой противовесов. Служила дополнительным рубежом обороны после крепостных ворот. Перерубив канат, можно было обрушить герсу и отсечь часть нападающих.
- Гласис (лат. glatia — покатость, гладкая длинная отлогость) — пологая земляная насыпь перед наружным рвом крепости, сравнивающая складки местности, могущие служить нападающим защитой от стрельбы обороняющихся.
- Горнверк (нем. Hornwerk — дословно — «роговое укрепление») — наружное вспомогательное укрепление, служившее для усиления крепостного фронта и состоявшее из бастионного фронта с двумя эполементами, выдвинутого в сторону противника перед главным валом крепости.
- Городня — деревянно-земляная конструкция, часть фортификационного строения. Обычно состояла из отдельного, замкнутого сруба, чаще всего наполненного грунтом. Иногда внутренний объем городни мог заниматься под помещения различного назначения.
- Городские ворота — разновидность защитных врат, предназначенная для охраны города.
- Гурдиция — крытая деревянная галерея, крепящаяся на балках и вынесенная на внешнюю сторону оборонительной стены.

## Д
- Детинец — одно из названий внутренней городской крепости. Кремль, цитадель.
- Дыры-убийцы — отверстия в потолках и сводах воротных проездов крепостей и замков, через которые защитники крепости поражали ворвавшегося в воротный проезд противника.

## З
- Заборол — бруствер в древних крепостных оградах в городах Руси (с XI века), получивший позднее название облама или облома.
- Захаб — фортификационное сооружение для защиты крепостных ворот в средневековых крепостях в виде узкого коридора, зажатого между двумя стенами.

## К
- Кавальер — дополнительное укрепление, возвышающееся над бастионом или куртиной, обеспечивающее ярусный обстрел.
- Капонир — фланкирующее сооружение для ведения флангового огня по двум противоположным направлениям.
- Контргард и полуконтргард — земляной вал, часто облицованный камнем, предназначенный для защиты бастиона от прямого артиллерийского обстрела с размещением на нём артиллерии и стрелков.
- Контрэскарп — оборонительное сооружение в виде рва с обрывистым склоном со стороны фронта.
- Кремальер (от фр. crémaillère, зубчатая рейка) — излом в линии окопа или бруствера в фортификации XIX века для лучшего обстрела местности вдоль вала.
- Кронверк (нем. Kronwerk — коронообразное укрепление) — наружное вспомогательное укрепление, служившее для усиления крепостного фронта и состоявшее из одного бастиона и двух полубастионов на флангах, придававших ему вид короны.
- Куртина (итал. cortina — завеса) — средняя часть крепостного бастионного фронта, соединяющая фланки смежных бастионов

## Л
- Люнет (фр. lunnette — диминутив от луна) — открытое с тыла полевое или долговременное укрепление.

## М
- Мантельмауэр (нем. Mantelmauer, дословно — «стена-мантия») — высокая стена, окружающая самую важную часть замкового комплекса.
- Мерлон (фр. merlon — простенок) — часть бруствера между двумя амбразурами.

## Н
- Надолбы — пирамидальные бетонные конструкции. Предназначены для усложнения работы танковых подразделений неприятеля.

## О
- Обсыпка — верхний слой земли над фортификационным сооружением, предназначенный для ослабления разлёта осколков.
- Огневая точка — средство огневого поражения (пулемет, артиллерийское орудие и др.) расположенное на тактически выгодной огневой позиции
- Окоп — углубление в грунте, защищающее личный состав подразделения и военную технику от поражения.
- Острог — Небольшая, менее чем на роту гарнизона, деревянная крепость, частокол, тюрьма.
- Орильон — вал или стена фаса, прикрывающая фланкирующие огневые точки (фланки бастионов, капониры) от фронтального обстрела противника.
- Орудийная башня — выступающая вверх от стены или крыши пристройка для ведения оборонительного обстрела.

## П

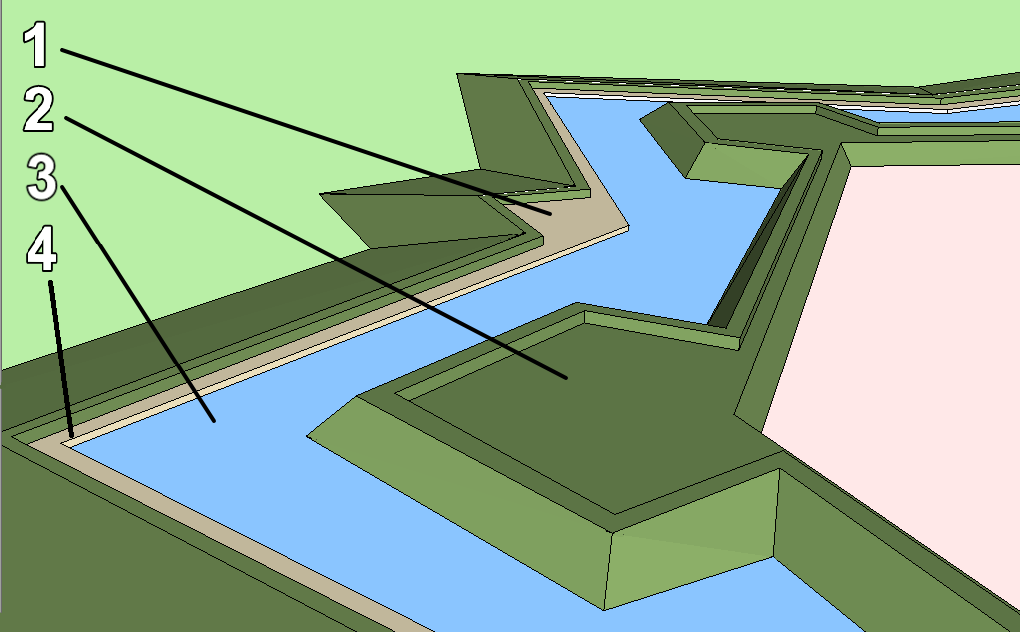
1. Артиллерийская позиция
2. Бастион
3. Ров
4. Прикрытый путь

- Печура — в русской архитектуре XIV века название артиллерийских казематов с пушечной амбразурой в толще крепостных стен.
- Передовой ров — ров впереди главного (наружного) рва укреплений, с целью укрыть в нём искусственные препятствия.
- Предполье — укреплённая передовая полоса обороны впереди главной полосы обороны или впереди укреплённого района.
- Потерна (фр. poterne — потайная дверь) — подземный коридор (галерея) для сообщения между фортификационными сооружениями.
- Прикрытый путь — передовая стрелковая, а иногда артиллерийская позиция за гребнем контрэскарпа, прикрытая бруствером гласиса.
- Протохизма (греч.) — внешняя более низкая стена крепости.
- Прясло — стена в древнерусской крепости.

## Р
- Равелин (фр. ravelin, от лат. ravelere «отделять») — вспомогательное фортификационное сооружение, обычно треугольной формы, которое помещалось перед крепостным рвом между бастионами.
- Редан — открытое полевое укрепление, состоящее из двух фасов (расположенных в виде исходящего угла под углом 60 — 120 градусов.
- Редут (фр. redoute — убежище) — укрепление сомкнутого вида, как правило земляное, с валом и рвом, предназначенное для круговой обороны.
- Ретраншемент — внутренняя оборонительная ограда, расположенная позади какой-либо главной позиции обороняющихся, позволяющее обстреливать пространство за нею.
- Ров — глубокая, широкая канава, окружающая сооружение или поселение либо используемая как полевое инженерное заграждение.

## С
- Сквозник — сквозная закрытая узкая галерея для прикрытия входа в сооружение и защитной двери от прямого попадания боеприпаса (мины, снаряда, авиабомбы, пуль, осколков), а также для избегания явления отражения ударной волны. Строится из тех же материалов, что и остальное сооружение и представляет с ним единое целое (монолит в случае бетона).

## Т
- Тайник — элемент древнерусских крепостных сооружений в виде хорошо скрытой подземной галереи, ведущей от линии укреплений к источнику воды
- Теналь (фр. tenaille, дословно — «клещи») — отдельное, длинное, узкое укрепление в виде входящего угла.
- Траверс — элемент открытых фортификационных сооружений в виде поперечного вала.
- Траншейный кавальер — осадное укрепление, предназначенное для обстрела «прикрытого пути» крепости.
- Тупик — тип входа в укреплённое сооружение, защищает дверь от близкого падения боеприпаса и от прямого попадания пуль и осколков.

## Ф

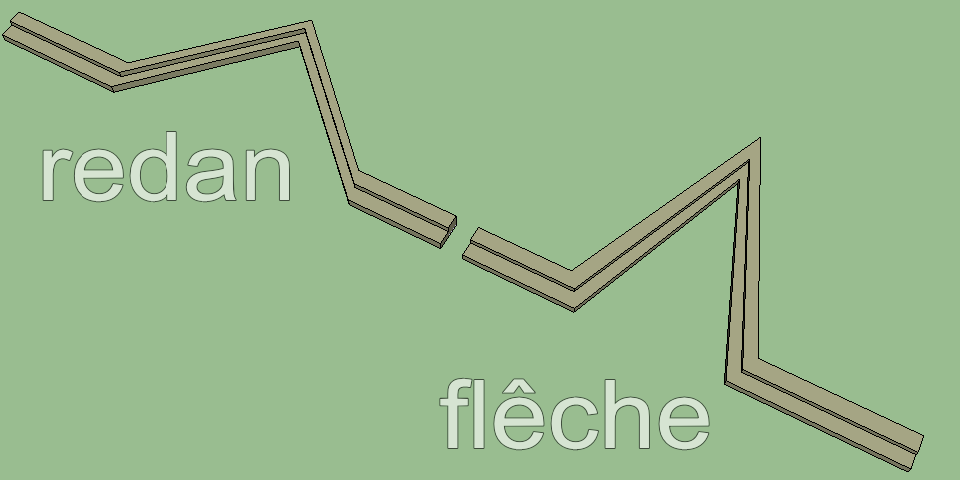
Схема укреплений — редан и флешь

- Фас (фр. face «лицо») — сторона укрепления, обращенная в поле.
- Фланк (фр. flanc «бок») — сторона укрепления, перпендикулярная или почти перпендикулярная линии фронта.
- Флешь (фр. fleche «стрела») — полевое укрепление для прикрытия ответственной части обороны фронта, не имеющей естественных природных укрытий. Состоит из двух фасов длиной 20—30 метров углом в сторону противника.
- Форбург (нем. Vofburg) — внешняя часть замка или крепости, которая построена для защиты основного прохода к центральной части оборонительных сооружений.
- Форштадт (нем. Vorstadt «пригород») — поселение, находящееся вне города или крепости, предместье, посад.
- Фоссебрея (фр. fausse-brev «ложная насыпь») — дополнительный пониженный вал перед главным крепостным валом, обычно прикрывавший дозорный путь.

## Х
- Ход сообщения — полевое фортификационное сооружение, разновидность траншеи, основным назначением которой является обеспечение скрытного и безопасного передвижения.

## Ц
- Цитадель (итал. citadella — небольшой город) — внутреннее укрепление крепости, имевшее самостоятельную оборону.

## Ш
- Шанец (нем. Schanze — укрепление, окоп) — небольшое земляное фортификационное сооружение, использовавшееся для защиты артиллерийских орудий.
- Шильдмауэр (нем. Schildmauer) — самая высокая и самая прочная часть кольцевой стены, построенной вокруг замка.
- Штурмовые бочки — исторический тип импровизированного оружия, применявшийся при обороне крепостей.

## Э
- Эскарп (фр. escarpe — крутой) — крутой внутренний откос рва
- Эспланада (фр. esplanade от лат. explanare — выравнивать) — широкое открытое, простреливаемое обороняющимися пространство перед крепостью.